# Nettario (nome)
Nettario  è un nome proprio di persona italiano maschile.

## Varianti
- Femminili: Nettaria

### Varianti in altre lingue
- Catalano: Nectari[1]
- Francese: Nectaire
- Greco antico: Νεκτάριος (Nektarios)[2]
- Greco moderno: Νεκτάριος (Nektarios)[3]
  - Femminili: Νεκταρία (Nektaria)[3]
- Latino: Nectarius[2], Nectareus[1]
  - Femminili: Nectaria[2]
- Spagnolo: Nectario[1]

## Origine e diffusione
Deriva dal greco Νεκτάριος (Nektarios), basato sul termine νέκταρ (néktar, "nettare", "bevanda degli dei"); il suo significato può essere interpretato come "dolce come il nettare".

## Onomastico
L'onomastico si può festeggiare in memoria di più santi, alle date seguenti:
- 5 maggio, san Nettario, vescovo di Vienne[4]
- 13 settembre, san Nettario, vescovo di Autun[4]
- 11 ottobre, san Nettario, patriarca di Costantinopoli[4]
- 9 dicembre, san Nettario, missionario in Alvernia, martire presso l'odierna Saint-Nectaire[4]

## Persone
- Nettario di Autun, vescovo franco

### Varianti
- Nectarios di Egina, vescovo ortodosso greco
- Nektarios Alexandrou, calciatore cipriota